# Maison au 2, rue de la Mairie à Scherwiller
La maison au 2, rue de la Mairie à Scherwiller, dans le département français du Bas-Rhin, est un monument historique.

## Localisation
Ce bâtiment est situé au 2, rue de la Mairie à Scherwiller.

## Historique
L'édifice fait l'objet d'une inscription au titre des monuments historiques depuis 1932.